# Kevin Bahl
Kevin Bahl (New Westminster, Columbia Británica, 27 de junio de 2000) es un jugador profesional canadiense de hockey sobre hielo que se desempeña en la posición de defensor izquierdo en New Jersey Devils, equipo de la National Hockey League (NHL).

## Carrera
Fue seleccionado en la segunda ronda en la NHL Entry Draft de 2018. En 2020 hizo su debut profesional con el equipo New Jersey Devils, donde lleva jugando cuatro temporadas.